# امبانجیانگ
امبانجیانگ (به لاتین: Ambhanjyang) یک منطقهٔ مسکونی در نپال است که در Narayani Zone واقع شده‌است.

## خصوصیات
امبانجیانگ ۶٬۵۶۲ نفر جمعیت دارد.